# King of R&B
King of R&B è il secondo album in studio del cantante R&B statunitense Jacquees pubblicato nel novembre del 2019.

## Titolo
Jacquees nel suo profilo Instagram a fine 2018 affermò di essere il "re dell'R&B" della sua generazione, e ciò portò ad una forte polemica al riguardo, nonché ad una discussione nel mondo urban su chi fosse il "re dell'R&B", con artisti come Snoop Dogg, Puff Daddy, Wiz Khalifa, 50 Cent, Bobby Brown e altri che si espressero pubblicamente sulla discussione, dando quasi all'unanimità il "trono" a Chris Brown. Il calibro di grandezza che portò questa sua affermazione lo spinse a chiamare l'album King of R&B.

## Lavorazione e descrizione
Jacquees ha spiegato come è nata l'idea dell'album dicendo in un'intervista a Rolling Stone: 
Quindi scendo dal palco. Salgo in macchina. Accendo la radio e loro dicono “Sì, Jacquees è appena uscito dal palco. Ha appena lasciato Dallas. Stava andando a Tampa. Jacquees lavora davvero sodo. Amico, se ci pensi Jacquees è il re dell'R&B per questa generazione". Sono entrato in aeroporto. Mi sono seduto e ho pensato: "Sai che penso? Che sono il re dell'R&B ora". Ecco cosa mi sta succedendo. Ecco come mi sento. ed è in quest'atmosfera che devo lavorare il prossimo album.»
L'album musicalmente differisce dal suo predecessore 4275, essendo prettamente R&B, sia nelle produzioni che nello stile di canto, strutturate da formalista del genere.

## Tracce
1. King (feat. T.I.) – 3:16
2. Round II – 4:02
3. EEeee (feat. TK Kravitz) – 2:27
4. Come Get It (feat. FYB) – 4:24
5. Good Lovin – 2:43
6. Out of the Ordinary – 3:07
7. Risk It All (feat. Tory Lanez) – 3:26
8. Warning– 3:44
9. All You Need (feat. Quavo & Bluff City) – 4:08
10. Cross the Line – 2:00
11. Fact Or Fiction – 2:35
12. New New – 2:50
13. Verify (feat. Young Thug & Gunna) – 2:43
14. Never Say Goodbye – 3:16
15. Superstar (feat. Summer Walker) – 3:06
16. What They Gone Do with Me (feat. Future) – 3:36
17. Hot for Me (feat. Lil Keed & Lil Gotit) – 3:48
18. Your Peace (feat. Lil Baby) – 3:03

## Classifiche
| Classifica (2019) | Posizione massima |
| ----------------- | ----------------- |
| Canada            | 66                |
| Francia           | 164               |
| Stati Uniti       | 20                |
| Stati Uniti (R&B) | 4                 |